# Denning (cràter)
Denning és un cràter d'impacte que es troba en la cara oculta de la Lluna, a mig camí entre els cràters Levi-Civita al sud i Marconi cap al nord-nord-est. Al voltant de dos diàmetres de distància apareix al sud-est l'enorme plana emmurallada del cràter Gagarin.
La vora d'aquest cràter és circular, i irregularment desgastat i amb arestes. Presenta una lleu elevació central en el punt mig formada almenys per dos pujols. Al sud-oest se situa el cràter satèl·lit més gran, Denning R. Al voltant d'un diàmetre al sud-est del cràter Denning apareix a la superfície una zona brillant d'alt albedo, que molt probablement va ser creada per un petit impacte relativament recent.

## Cràters satèl·lit
Per convenció aquests elements són identificats en els mapes lunars posant la lletra en el costat del punt mitjà del cràter que està més prop de Denning.
|         | \| Denning \| Coordenades \| Diàmetre \| \| ------- \| -------------------------------------- \| -------- \| \| B \| 15° 12′ S, 143° 30′ E / 15.2°S,143.5°E \| 32 km \| \| C \| 14° 30′ S, 145° 18′ E / 14.5°S,145.3°E \| 17 km \| \| D \| 16° 06′ S, 144° 06′ E / 16.1°S,144.1°E \| 14 km \| \| L \| 18° 48′ S, 143° 12′ E / 18.8°S,143.2°E \| 21 km \| \| R \| 17° 12′ S, 141° 12′ E / 17.2°S,141.2°E \| 72 km \| \| O \| 16° 00′ S, 138° 36′ E / 16.0°S,138.6°E \| 30 km \| \| V \| 15° 30′ S, 139° 42′ E / 15.5°S,139.7°E \| 26 km \| \| I \| 14° 00′ S, 142° 18′ E / 14.0°S,142.3°E \| 52 km \| \| Z \| 12° 54′ S, 142° 30′ E / 12.9°S,142.5°E \| 14 km \| |          |
| Denning | Coordenades | Diàmetre |
| B       | 15° 12′ S, 143° 30′ E / 15.2°S,143.5°E | 32 km    |
| C       | 14° 30′ S, 145° 18′ E / 14.5°S,145.3°E | 17 km    |
| D       | 16° 06′ S, 144° 06′ E / 16.1°S,144.1°E | 14 km    |
| L       | 18° 48′ S, 143° 12′ E / 18.8°S,143.2°E | 21 km    |
| R       | 17° 12′ S, 141° 12′ E / 17.2°S,141.2°E | 72 km    |
| O       | 16° 00′ S, 138° 36′ E / 16.0°S,138.6°E | 30 km    |
| V       | 15° 30′ S, 139° 42′ E / 15.5°S,139.7°E | 26 km    |
| I       | 14° 00′ S, 142° 18′ E / 14.0°S,142.3°E | 52 km    |
| Z       | 12° 54′ S, 142° 30′ E / 12.9°S,142.5°E | 14 km    |